# آخر هفته در برنی ۲
آخر هفته در برنی ۲ (به انگلیسی: Weekend at Bernie's II) یک فیلم سینمایی آمریکایی در ژانر کمدی سیاه محصول سال ۱۹۹۳ میلادی به کارگردانی رابرت کلین است. این فیلم دنباله قسمت قبلی بنام آخر هفته در برنی (۱۹۸۹) می‌باشد. اندرو مک‌کارتی، جاناتان سیلورمن و تری کیزر نقشهای قبلی خود را باری دیگر تکرار می‌کنند.
این فیلم به‌طور عمده نقدهای منفی را دریافت کرد و یک موفقیت جزئی در گیشه داشت فروش ۱۲ میلیون دلاری در برابر بودجه ۷ میلیون دلاری.

## بازیگران
- اندرو مک‌کارتی درنقش لارنس «لری» ویلسون
- جاناتان سیلورمن درنقش ریچارد پارکر
- تری کیسر درنقش برنی لوماکس
- تروی بیر درنقش کلودیا
- بری باستویک درنقش آرتور هومل
- تام رایت درنقش چارلز
- استیو جیمز درنقش هنری
- نولا نلسون در نقش Mobu
- گری دوردان درنقش کارتل من
- پشته پیرس درنقش پدر کلودیا
- کنستانس شولمن درنقش اپراتور تور

## باکس آفیس
این فیلم موفقیت متوسطی در گیشه داشت، که در آمریکا و کانادا در مجموع توانست ۱۲٬۷۴۱٬۸۹۱ دلار فروش داشت.